# Chrysopa sajanina
Chrysopa sajanina är en insektsart som först beskrevs av Navás 1928.  Chrysopa sajanina ingår i släktet Chrysopa och familjen guldögonsländor. Inga underarter finns listade i Catalogue of Life.